# Höskuldsvatnshnúkur
Höskuldsvatnshnúkur är ett berg i republiken Island. Det ligger i regionen Norðurland eystra, 300 km nordost om huvudstaden Reykjavík. Toppen på Höskuldsvatnshnúkur är 571 meter över havet, eller 60 meter över den omgivande terrängen. Bredden vid basen är 0,80 km.
Trakten runt Höskuldsvatnshnúkur är nära nog obefolkad, med mindre än två invånare per kvadratkilometer. Närmaste större samhälle är Húsavík, nära Höskuldsvatnshnúkur. Trakten runt Höskuldsvatnshnúkur består i huvudsak av gräsmarker.